# Laguna (kaldera)
Laguna je potencionálně aktivní sopečná kaldera, ležící na hlavním filipínském ostrově Luzon. 

## Popis
Kaldera má tvar elipsy o rozměrech 20×10 km. Tvoří ji tři zátoky, které jsou vymezovány poloostrovem Morong s ostrovem Talim na západě a poloostrovem Jalajala na východě. Nejvyšší bod dosahuje nadmořské výšky 743 m. 
Sopečná činnost v Laguně započala před 1 milionem let. Poslední erupce nastala před 27–29 tisíci lety v období pleistocénu. Geologické vrstvy v přilehlém okolí tvoří uloženiny ignimbritu a dají se také nalézt ve vzdálenější Manile či provincii Bulacan. Zbytky vulkanismu zahrnují maary na jižním konci ostrova Talim a pole fumarol na poloostrově Jalajala. 